# ناندو پائونه
ناندو پائونه (ایتالیایی: Nando Paone؛ زادهٔ ۲۷ نوامبر ۱۹۵۶) بازیگر اهل ایتالیا است.
از فیلم‌هایی که وی در آن نقش داشته‌است، می‌توان به معضل بزرگ، به من میگن بولدوزر، واقعیت، دختر دبیرستانی، شیطان و آب مقدس و بمب‌افکن اشاره کرد.